# Semecarpus papuanus
Semecarpus papuanus är en sumakväxtart som beskrevs av Carl Karl Adolf Georg Lauterbach. Semecarpus papuanus ingår i släktet Semecarpus och familjen sumakväxter. Inga underarter finns listade i Catalogue of Life.